# Haute école

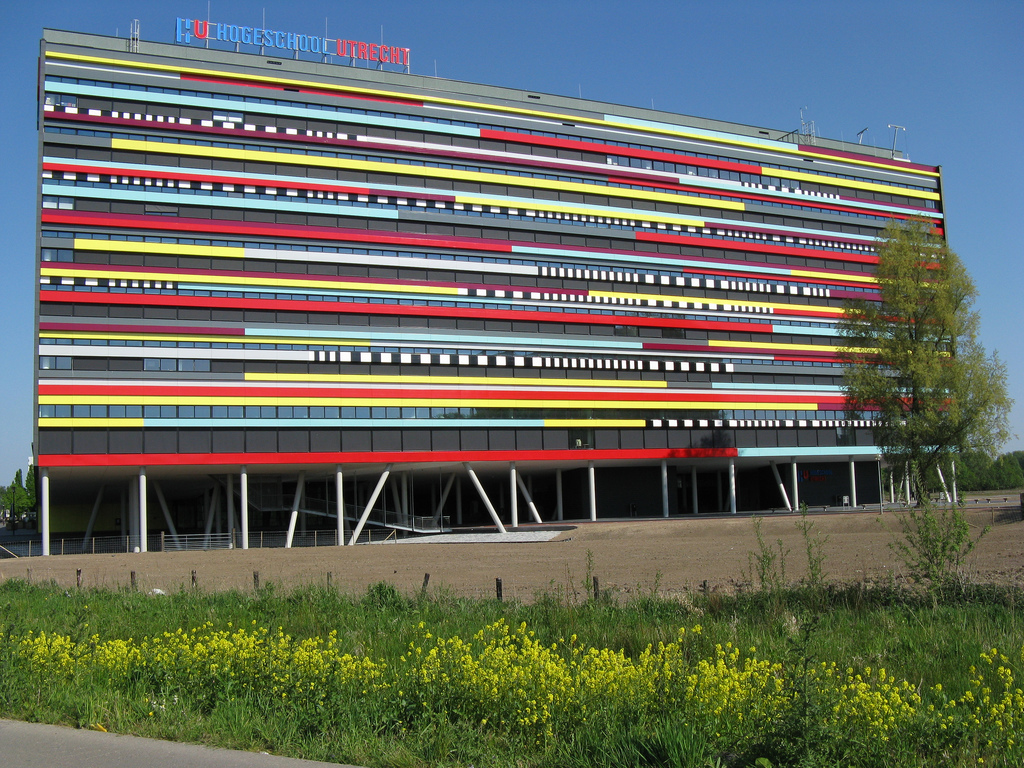
La haute école d'Utrecht.

De manière générale, le terme haute école traduit le concept d'une institution d'enseignement supérieur, et dans plusieurs langues « haute école » équivaut à « université ». D'une manière spécifique, une haute école en Allemagne, en Belgique et aux Pays-Bas ou haute école spécialisée en Suisse, est une école qui propose des études supérieures voire universitaires.

## Allemagne
En Allemagne, une haute école spécialisée (Fachhochschule) ou haute école (Hochschule) ou encore université des sciences appliquées (de l'anglais University of Applied Sciences) correspond aux hautes écoles de Belgique ou de Suisse.

## Pays-Bas
Aux Pays-Bas, une université des sciences appliquées ou haute école (traduction littérale du néerlandais : hogeschool) est une institution d'éducation pour des études supérieures non-universitaires qui est accessible après au moins avoir obtenu un diplôme du MBO (« enseignement professionnel secondaire ») ou HAVO (l'« enseignement général secondaire supérieur »).